# 4273 Дунхуанґ
4273 Дунхуанґ (4273 Dunhuang) — астероїд головного поясу, відкритий 29 жовтня 1978 року.
Тіссеранів параметр щодо Юпітера — 3,493.